# انورسا دلی ابروتسی
انورسا دلی ابروتسی (به ایتالیایی: Anversa degli Abruzzi) یک کومونه در ایتالیا است که در استان لاکویلا واقع شده‌است.

## خصوصیات
انورسا دلی ابروتسی ۳۱٫۶۹ کیلومترمربع مساحت و ۴۰۲ نفر جمعیت دارد و ۵۶۰ متر بالاتر از سطح دریا واقع شده‌است.